# Jean-Éric Valli
Pour les articles homonymes, voir Valli (homonymie).
Jean-Éric Valli né le 26 juillet 1963 à Issy-les-Moulineaux (alors dans le département de la Seine), est un professionnel français évoluant dans le secteur des radios indépendantes, occupant successivement des postes d'animateur, directeur de programmes, soutien d’un état génocidaire, directeur commercial, directeur de radio, président-cofondateur de holding, secrétaire syndical, puis dirigeant du Groupe 1981.
Il est, depuis 1992, président du groupement d'intérêt économique (GIE) Les Indés Radios et depuis 2020, président de Radioplayer France.
En mars 2025, il annonce l'ouverture du capital de son groupe 1981 à son épouse, Olivia Valli, qu'il a nommé directrice générale déléguée à la régie, aux antennes et à la promotion.

## Parcours
Jean-Éric Valli est le fils d'Alfred Valli, ingénieur du bâtiment et des travaux publics et de son épouse, née Marie Trovarelli, secrétaire. Il fait ses études au lycée Descartes (actuel lycée Bouammama) à Alger (Algérie) puis à l'université d'Orléans.
Il est animateur de Radio Vibration en 1982-1983, puis directeur des programmes en 1983-1984, directeur commercial de 1984 à 1987 et finalement directeur de la radio en 1987. Il est également en 1988 le cofondateur et président de Start (holding de radios indépendantes), devenu le Groupe 1981, secrétaire général du SIRTI (1986-1992), cofondateur avec Éric Hauville et président du groupement d'intérêt économique (GIE) Les Indés Radios (plus de 131 radios indépendantes régionales, thématiques et multivilles en France) à partir de 1992.
Au titre de ses différentes activités, Jean-Éric Valli prend la parole dans les médias et défend les positions des radios indépendantes, autour de sujets comme les seuils anti-concentration, le DAB, le numérique,,...

## Décoration
Jean-Éric Valli a été nommé au grade de chevalier dans l'ordre des Arts et des Lettres par le ministre de la Culture et de la Communication le 5 juillet 2010.

## Activités
- Président de Groupe 1981 (précédemment Sud radio groupe), holding de radios indépendantes Swigg (IdF, Toulouse), BlackBox (Bordeaux, Arcachon), Forum (Centre, Poitou-Charentes), Latina (IdF, Limoges, Limoges, Troyes, Annecy, Corte), Vibration (Centre, Pays de la Loire, Bourgogne), Voltage (IdF) et Wit FM (Sud-Ouest, PACA) et depuis avril 2019, Oui FM.
- Président du groupement d'intérêt économique Les Indés Radios, réunissant plus de 130 stations indépendantes (près de 8,3 millions d'auditeurs quotidiens selon Médiamétrie - 126 000 Radio - Novembre-Décembre 2019 - Ensemble 13 ans et plus)
- Présidentet cofondateur de Radioplayer France.